# 5055 Опєкушин
5055 Опєкушин (5055 Opekushin) — астероїд головного поясу, відкритий 13 серпня 1986 року.
Тіссеранів параметр щодо Юпітера — 3,200.
Названий на честь відомого російського скульптора Опєкушина . Відкритий 13 серпня 1986 року